# Greaca
Greaca é uma comuna romena localizada no distrito de Giurgiu, na região de Muntênia. A comuna possui uma área de 27.27 km² e sua população era de 2499 habitantes segundo o censo de 2007.